# Карпендејл (Западна Вирџинија)
Карпендејл (енгл. Carpendale) град је у америчкој савезној држави Западна Вирџинија.

## Демографија
По попису из 2010. године број становника је 977, што је 23 (2,4%) становника више него 2000. године.
| Група             | 2000.       | 2010.       |
| Белци             | 945 (99,1%) | 966 (98,9%) |
| Афроамериканци    | 1 (0,1%)    | 5 (0,5%)    |
| Азијати           | 0 (0,0%)    | 3 (0,3%)    |
| Хиспаноамериканци | 2 (0,2%)    | 0 (0,0%)    |
| Укупно            | 954         | 977         |